# Gewog di Tendu
Il gewog di Tendu è uno dei quindici raggruppamenti di villaggi del distretto di Samtse, nella regione Occidentale, in Bhutan.
Il Gewog di Tendruk comprende parte del Dungkhag, sottodistretto di Sipsu, insieme ai Gewog di Bara, Biru, Lehereni e Sipsu.
Il villaggio di Tendruk si trova su un crinale vicino alla confluenza del fiume Bindu con il fiume Dichu. Il confine indo-bhutanese incontra il Dichu vicino a questo punto, con la riva occidentale del Dichu che si trova in India, distretto di Kalimpong, e la riva orientale in Bhutan. Pertanto, parte del gewog di Tendruk si trova al confine con l'India. Poco sotto la confluenza si trova la diga di Bindu sul Dichu, la seconda diga più antica del subcontinente indiano. Sopra la diga c'è un passaggio di frontiera con l'India.
Il Tendruk Gewog occupa un'area di 132,52 km² (51,17 km²) e raggruppa 21 villaggi in 5 chiwog. 
Nel 2012 aveva una popolazione di 6.175 abitanti.